# Neosticta silvarum
Neosticta silvarum – gatunek ważki z rodziny Isostictidae.